# Monocono

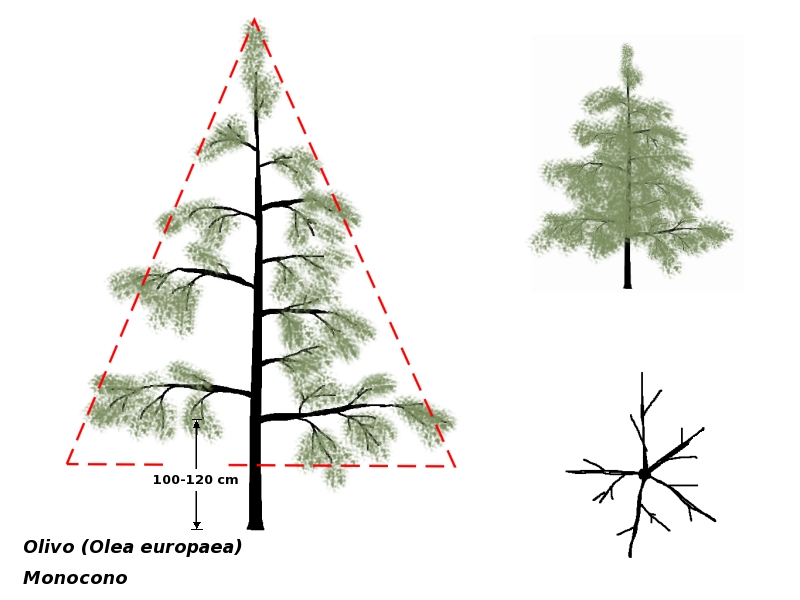
Monocono

Il monocono è un sistema d'allevamento dell'olivo concepito per la raccolta meccanica. Il nome deriva dalla forma irregolarmente conica che assume la chioma della pianta adulta.

## Descrizione
Concettualmente questa forma deriva dal fusetto e rientra nel raggruppamento delle forme a piramide. La struttura consiste in una forma libera con fusto allevato a tutta cima fino ad un'altezza media di 2,5-3,5 metri. Le ramificazioni di primo ordine (branche primarie) sono distribuite uniformemente a elica lungo il fusto a partire da un'altezza di 1 metro dal suolo. Le branche primarie hanno lunghezza decrescente passando da quelle inferiori a quelle superiori. La cima è particolarmente alleggerita allo scopo di non ombreggiare la chioma sottostante.
Nel monocono non ci sono branche secondarie vere e proprie: sulla ramificazione primaria s'inseriscono direttamente le branche di sfruttamento che sono periodicamente rimosse al loro esaurimento con la potatura di produzione.
Nel complesso questa forma d'allevamento presenta una chioma irregolarmente conica e poco espansa in volume. Lo scopo principale è quello di ottimizzare la struttura scheletrica alla raccolta meccanica per scuotimento del fusto: la struttura del monocono, per l'assenza delle branche secondarie e per il contenuto sviluppo in lunghezza delle branche primarie, è fondamentalmente rigida perciò permette il trasferimento delle sollecitazioni meccaniche impresse con la vibrazione dal fusto ai rametti fruttiferi provocando il distacco delle olive. Le olive offrono infatti una notevole resistenza al distacco, spesso dell'ordine di 9,8 N (1 kg-forza), perciò con sistemi d'allevamento espansi si distaccano con difficoltà in quanto le vibrazioni tendono a smorzarsi passando dal fusto alle branche di ordine superiore.

## Potatura d'allevamento
Le piante devono avere già in fase d'impianto una uniforme ramificazione, requisito per una precoce entrata in produzione. Vanno messe a dimora con un robusto tutore alto circa 2,5 metri perché l'allevamento a tutta cima espone il fusto alle sollecitazioni meccaniche del vento. 
Nella potatura d'allevamento si devono assolutamente limitare gli interventi cesori in modo da stimolare la precocità dell'entrata in produzione delle branche inferiori: la raccolta meccanica si attuerà infatti quando il fusto sarà sufficientemente robusto, al 6º-7º anno. Durante il periodo iniziale, pertanto, si sfrutterà la produzione delle branche inferiori che in seguito saranno rimosse fino ad un metro d'altezza.
Nei primi 3-4 anni si dovrà procedere a privilegiare la freccia in modo da sfruttare la dominanza apicale. Eventuali germogli laterali che possono competere con quello terminale devono essere rimossi con la potatura estiva. Nelle branche primarie si dovrà regolare lo sviluppo della vegetazione ripiegando i rami troppo vigorosi per stimolarne la messa a frutto. Una pratica utile a stimolare la precocità è quella dell'incisione anulare, che tuttavia potrebbe essere onerosa dal punto di vista economico. Le prime branche dovrebbero produrre già al 3º-4º anno se si evitano i tagli.
A partire dal 4º anno si inizia a rimuovere le branche inferiori, fra quelle che hanno già prodotto, fino al 6º-7º anno. A questo punto, se il fusto ha raggiunto i 20 cm di diametro alla base si può procedere con la raccolta meccanica, perciò dovrà essere liberato per circa un metro d'altezza in modo da poter applicare la pinza della scuotitrice.

## Potatura di produzione
La potatura di produzione richiede pochi interventi nelle cultivar a portamento espanso o pendulo, mentre è più intensa in quelle a portamento assurgente.
In generale si dovrà procedere ad un graduale rinnovamento delle branche fruttifere con tagli di ritorno, diradare se necessario la vegetazione in tutta la chioma, asportando i succhioni che tendono a svilupparsi in direzione verticale, ma soprattutto si dovrà mantenere la cima diradata per evitare lo sviluppo di una vegetazione terminale che ombreggerebbe le parti sottostanti.

## Proprietà
Il monocono si distingue per il suo adattamento alla raccolta meccanica mediante vibrazione del fusto impressa da una scuotitrice, ma presenta anche altri pregi. 
Il contenimento degli interventi cesori in fase di allevamento, la struttura compatibile con il portamento basitonico dell'olivo, il ridotto sviluppo in volume della chioma, sono fattori che nel complesso permettono una veloce entrata in produzione, già dal terzo anno.
Le dimensioni contenute in larghezza e la cima alleggerita sono anche fattori che adattano questa forma ai sesti d'impianto stretti, 5x6 m o 6x6 m.
Per contro, il monocono si presta poco per la raccolta manuale, sia la brucatura sia la raccolta agevolata. In definitiva il sistema d'allevamento è adatto per la conduzione di oliveti di media o grande estensione, in regime intensivo, con raccolta delle olive effettuate con scuotitrici e reti d'intercettazione (raccolta meccanizzata) o con scuotiraccoglitrici (raccolta meccanica integrale).